# Dominika Sitnicka
Dominika Małgorzata Sitnicka (ur. 1990) – polska dziennikarka.
Absolwentka filozofii (licencjat) oraz prawa (magister) na Uniwersytecie Warszawskim (2016). 
Swoje teksty publikowała w takich mediach jak „Dwutygodnik”, „Res Publica Nowa”, „Krytyka Polityczna”, kwartalnik „Bez Dogmatu” oraz na portalu lewica.pl. Na stałe związana z redakcją OKO.press, gdzie pisze o praworządności, polityce i mediach, a także prowadzi program „Program polityczny!”. Od 2024 autorka audycji „Stan Rzeczy” w Polskim Radiu 24 a także współprowadząca programu „Kwiatki Polskie” w TVP Info. 
Była współzałożycielką kolektywu Ciężki Brokat, gdzie występowała pod pseudonimem Pupper DJ.